# Мадагаскарский змееяд
Мадагаскарский змееяд (лат. Eutriorchis astur) — вид хищных птиц из семейства ястребиных, единственный в одноимённом роде (Eutriorchis). Эндемик Мадагаскара.

## Описание
Хищная птица средних размеров с длинным закруглённым хвостом и короткими закруглёнными крыльями.

## Поведение
Добычей орла становятся лемуры, змеи, ящерицы и лягушки.

## История изучения
Птицу не видели с 1930-х годов. Однако несколько отрывочных наблюдений в 1970—1980 оставляли надежду на то, что она не вымерла. Переоткрыта в 1993 году организацией Peregrine Fund. Угрозой для этого вида являются уничтожение среды его обитания и, вероятно, низкие темпы воспроизводства.